# Galeottia
Galeottia es un género de orquídeas epífitas. Tiene 12 especies. Es originario de Sudamérica.

## Descripción
Por un lado, se puede comparar con Brasiliorchis picta ,  sus pseudobulbos, separados por un rizoma corto con raíces gruesas, son alargados,  algo tetragonal cuando es joven. Las hojas tienen nervaduras centrales y se ponen de relieve en el envés, son brillantes, coriáceas, oblongas y lanceoladas.
La inflorescencia es racemosa  horizontal o hacia arriba, y nace de la axila en un desarrollo de la yema basal a la altura de los pseudobulbos. Comporta poucas flores , pouco atraentes, porém interessantes, razoavelmente grandes em comparação com a planta. Incluye una pocas flores, poco atractivas, pero interesantes, bastante grandes en comparación con la planta.

## Distribución y hábitat
El género Galeottia está compuesto por doce especies epífitas, de crecimiento  subcespitoso, al igual que Batemannia, y se confunde a veces con ellos,  están en el sur de América Central y el norte de Suramérica, cinco de ellos en la Amazonía brasileña y la selva tropical en el centro-oeste y los bosques del Atlántico del Nordeste. Colombia puede ser considerada el centro de dispersión.  Por supuesto, son plantas que gustan del calor, con poca variación en el clima durante todo el año, con humedad y  sombra, aunque su cultivo no es difícil.

## Evolución, filogenia y taxonomía
Fue propuesta por A.Rich. & Galeotti en 1845, publicado en Annales des Sciences Naturelles; Botanique, sér. 3 3: 25.. Galeottia grandiflora  es la especie tipo.  

## Etimología
El nombre del género es un homenaje al botánico italiano Henri Guillaume Galeotti.

## Especies
1. Galeottia acuminata (C.Schweinf.) Dressler & Christenson, Lindleyana 3: 211 (1988 publ. 1989).
2. Galeottia antioquiana (Kraenzl.) Dressler & Christenson, Lindleyana 3: 221 (1988 publ. 1989).
3. Galeottia burkei (Rchb.f.) Dressler & Christenson, Lindleyana 3: 221 (1988 publ. 1989).
4. Galeottia ciliata (Morel) Dressler & Christenson, Lindleyana 3: 221 (1988 publ. 1989).
5. Galeottia colombiana (Garay) Dressler & Christenson, Lindleyana 3: 222 (1988 publ. 1989).
6. Galeottia fimbriata (Linden & Rchb.f.) Schltr., Repert. Spec. Nov. Regni Veg. Beih. 7: 266 (1920).
7. Galeottia grandiflora A.Rich., Ann. Sci. Nat., Bot., III, 3: 25 (1845).
8. Galeottia jorisiana (Rolfe) Schltr., Repert. Spec. Nov. Regni Veg. Beih. 6: 86 (1919).
9. Galeottia marginata (Garay) Dressler & Christenson, Lindleyana 3: 222 (1988 publ. 1989).
10. Galeottia negrensis Schltr., Beih. Bot. Centralbl. 42(2): 128 (1925).
11. Galeottia peruviana D.E.Benn. & Christenson, Lindleyana 13: 48 (1998).
12. Galeottia prainiana (Rolfe) Dressler & Christenson, Lindleyana 3: 222 (1988 publ. 1989).